# Park Subin
Park Su-bin (hangul: 박수빈; Gwangju, 12 de febrero de 1994), también conocida simplemente como Subin, es una cantante, actriz, compositora y presentadora de televisión surcoreana. Es conocida por ser miembro del grupo femenino surcoreano Dal Shabet.

## Primeros años y educación
Park nació el 12 de febrero de 1994, en Gwangju. Esta estudiando actualmente la licenciatura en Teatro en la Universidad de Konkuk.

## Carrera

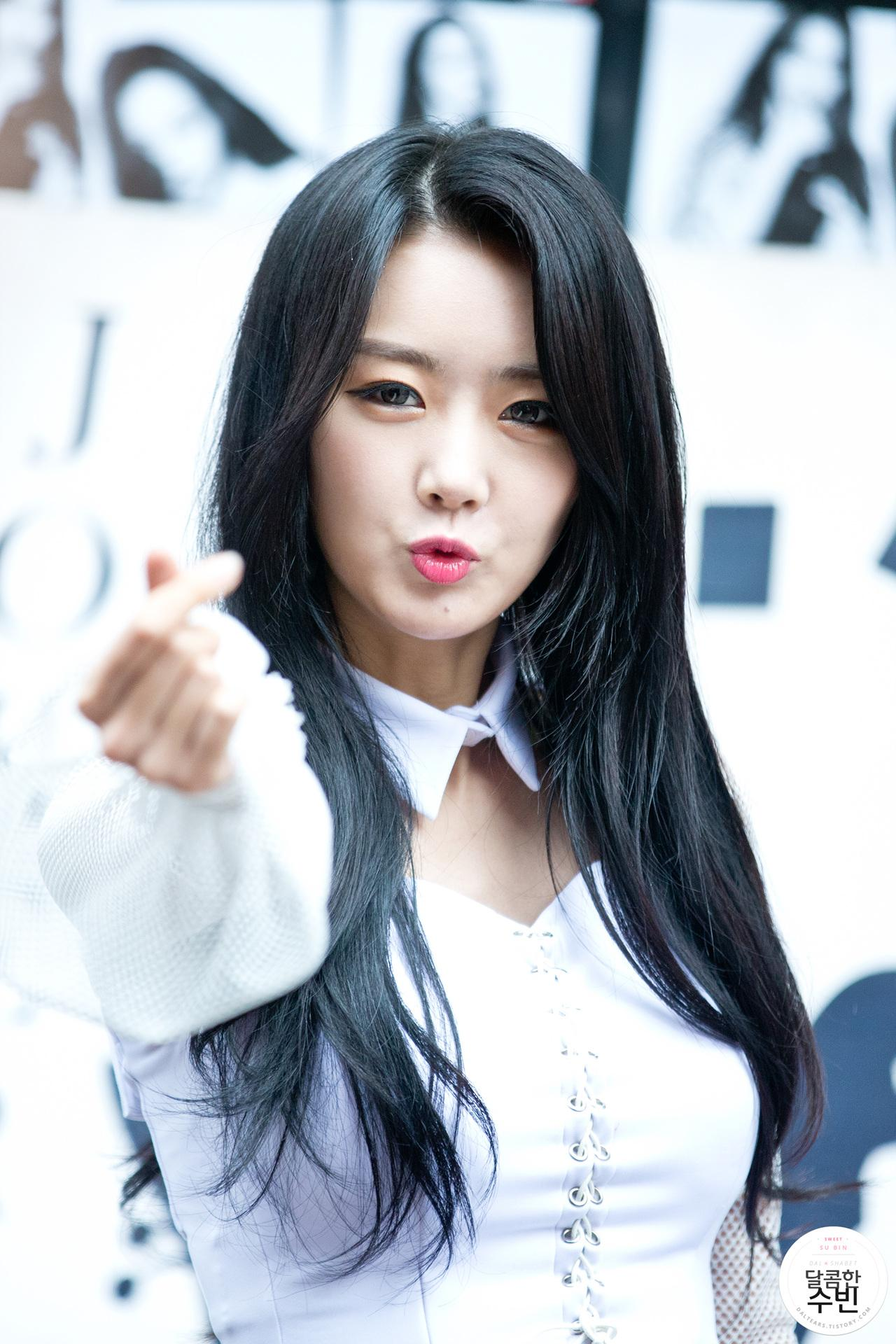
Park Subin en Myung-dong el 3 de mayo de 2015.

### 2011-2015: inicios
Debutó con el sencillo Supa Dupa Diva de Dal Shabet el 3 de enero de 2011. Las promociones de "Supa Dupa Diva" comenzaron el 6 de enero de 2011 en el programa M! Countdown de Mnet.
Junto con sus compañeras de Dal Shabet realizó un cameo en la exitosa serie de KBS Dream High como una estudiante de Kirin High School.
Posteriormente también participaron en la película  Wonderful Radio como el falso grupo de chicas "Corby Girls".
Se integró al elenco de Koreana Jones el 28 de marzo de 2011, y participó en ocho episodios. Junto a su compañera de Dal Shabet, Serri participó en el OST de la serie de OCN God's Quiz 2. La canción titulada Turn Your Head, fue lanzada el 23 de junio de 2011.
Fue copresentadora del programa de la KBS2 Poker Face (Temporada 2), que se estrenó el 13 de julio de 2011. El espectáculo se prolongó hasta el 7 de septiembre de 2011 y contó con diez episodios.
En 2012 se convirtió en una MC temporal por ocho episodios de Studio  C SBS MTV con Mighty Mouth. Más tarde se unió al elenco de Music Storage con Yang Hee-eun, Horan, y Junyoung de ZE:A. El espectáculo tuvo diez episodios del 13 de octubre de 2012 al 1 de diciembre de 2012.
Se convirtió en anfitriona del programa de MBC, Music Talk Ma Bling en enero de 2013. El espectáculo tuvo una duración de 117 episodios, con el último episodio emitido el 12 de julio de 2013. Durante el programa debutó como actriz en la miniserie de siete episodios Find the Fake (tvN).
El 25 de diciembre de 2013 realizó un cameo en la serie de la SBS My Love from the Star.
Compuso y coescribió la canción Just Pass junto a Jung Il hoon de BtoB. Fue su primera canción como solista y se incluyó en el séptimo EP de Dal Shabet, B. B. B, que fue lanzado el 8 de enero de 2014.
El 2 de mayo de 2014 se convirtió en miembro del elenco de la segunda temporada de  9 to 6 de MBC Every 1, un programa que involucró a las celebridades que buscan empleo en puestos de trabajo fuera de la industria del entretenimiento.
La emisión del programa experimentó múltiples interrupciones y retrasos debido a la tragedia de Sewol y al hecho de que Park se vio involucrada en un accidente de coche.
Fue la productora del octavo EP del grupo Dal Shabet, Joker es Aliv], lanzado el 15 de abril de 2015, contribuyendo también como coescritora de todos los temas.

### 2016-presente: debut en solitario
Debutó como solista con el álbum Flower en mayo de 2016, con los sencillos "Hate" y "Flower". Ambas canciones fueron escritas y producidas por ella. Seguido del lanzamiento de su primer EP, Our Love (Nuestro Amor) el 20 de junio.
En 2017, su contrato con Happy Face Entertainment caducó y posteriormente dejó la agencia. Sobre su futuro con Dal Shabet  permanece en discusión.
En febrero de 2018 se informó que había firmado contrato con KeyEast.

## Discografía

### Álbumes
- Our Love (2016)
- Circle's Dream (2017)

### Sencillos

#### Como artista principal
| Título                                                                         | Año  | Posición en las listas | Ventas | Álbum          |
| Título                                                                         | Año  | KOR                    | Ventas | Álbum          |
| ------------------------------------------------------------------------------ | ---- | ---------------------- | ------ | -------------- |
| "Just Pass By" (ft. BtoB's Jung Il-hoon)                                       | 2014 | —                      |        | B.B.B          |
| "From Head to Toe"                                                             | 2016 | —                      |        | Naturalness    |
| "Hate"                                                                         | 2016 | —                      |        | Our Love       |
| "Our Love"                                                                     | 2016 | —                      |        | Our Love       |
| "Moon"                                                                         | 2016 | —                      |        | Circle's Dream |
| "Circle's Dream"                                                               | 2017 | —                      |        | Circle's Dream |
| "Strawberry"                                                                   | 2017 | —                      |        | Circle's Dream |
| "—" denota lanzamientos que no aparecieron o que no se lanzaron en esa región. |      |                        |        |                |

### Banda sonora
| Título                        | Año  | Posición en las listas | Ventas | Álbum                                 |
| Título                        | Año  | KOR                    | Ventas | Álbum                                 |
| ----------------------------- | ---- | ---------------------- | ------ | ------------------------------------- |
| "Turn Your Head"              | 2011 | —                      |        | God's Quiz 2 OST                      |
| "Only Tell Me"                | 2014 | —                      |        | Love & Secret OST                     |
| "Dream" (con Eddy Kim)        | 2016 | —                      |        | I Am a Movie Director, Too OST        |
| "Dream (꿈)"                  | 2016 | —                      |        | I Am a Movie Director, Too OST        |
| "Update (UP데이트)" (con ATO) | 2016 | —                      |        | I Am a Movie Director, Too OST        |
| "Walkie-Talkie (워키토키)"    | 2016 | —                      |        | I Am a Movie Director, Too OST        |
| "Parasol (파라솔)"            | 2017 |                        |        | Idol Drama Operation Team OST Parte 1 |

## Filmografía

### Películas
| Año  | Título          | Rol        | Notas |
| ---- | --------------- | ---------- | ----- |
| 2012 | Wonderful Radio | Corby Girl | Cameo |

### Presentadora
| Año  | Título                   | Red         | Rol          | Notas         |
| ---- | ------------------------ | ----------- | ------------ | ------------- |
| 2011 | Koreana Jones            | MBC         | elenco       | 8 episodios   |
| 2011 | Poker Face Season 2      | KBS2        | presentadora | 10 episodios  |
| 2012 | Studio C                 | SBS MTV     | presentadora | 8 episodios   |
| 2012 | Music Storage            | MBC         | presentadora | 10 episodios  |
| 2013 | Music Talk Talk Ma Bling | MBC         | presentadora | 117 episodios |
| 2013 | Find the Fake            | tvN         | elenco       | 7 episodios   |
| 2014 | 9 to 6 Season 2          | MBC Every 1 | elenco       | 10 episodios  |